# Universitatea din Belgrad
Universitatea din Belgrad este una dintre cele mai vechi instituții de învățământ superior de stat din Serbia.

## Domenii de educație
În prezent, Universitatea din Belgrad are 31 de facultăți care oferă studii în următoarele domenii: 
- Agricultură
- Arhitectură
- Arta
- Biologie
- Chimie
- Inginerie civilă
- Economie
- Inginerie Electrică
- Silvicultură
- Geografie
- Lege
- Matematică
- Inginerie Mecanică
- Medicament
- Științe organizaționale
- Teologia ortodoxă orientală
- Farmacie
- Filologie
- Filozofie
- Chimie Fizica
- Fizică
- Stiinte Politice
- Studii de securitate
- Educație specială și reabilitare
- Sport și educație fizică
- Stomatologie
- Pregătirea profesorilor
- Facultatea Tehnică din Bor, Serbia
- Științe tehnice
- Tehnologie și Metalurgie
- Ingineria transporturilor
- Medicină Veterinară